# Wang Hui (Maler)

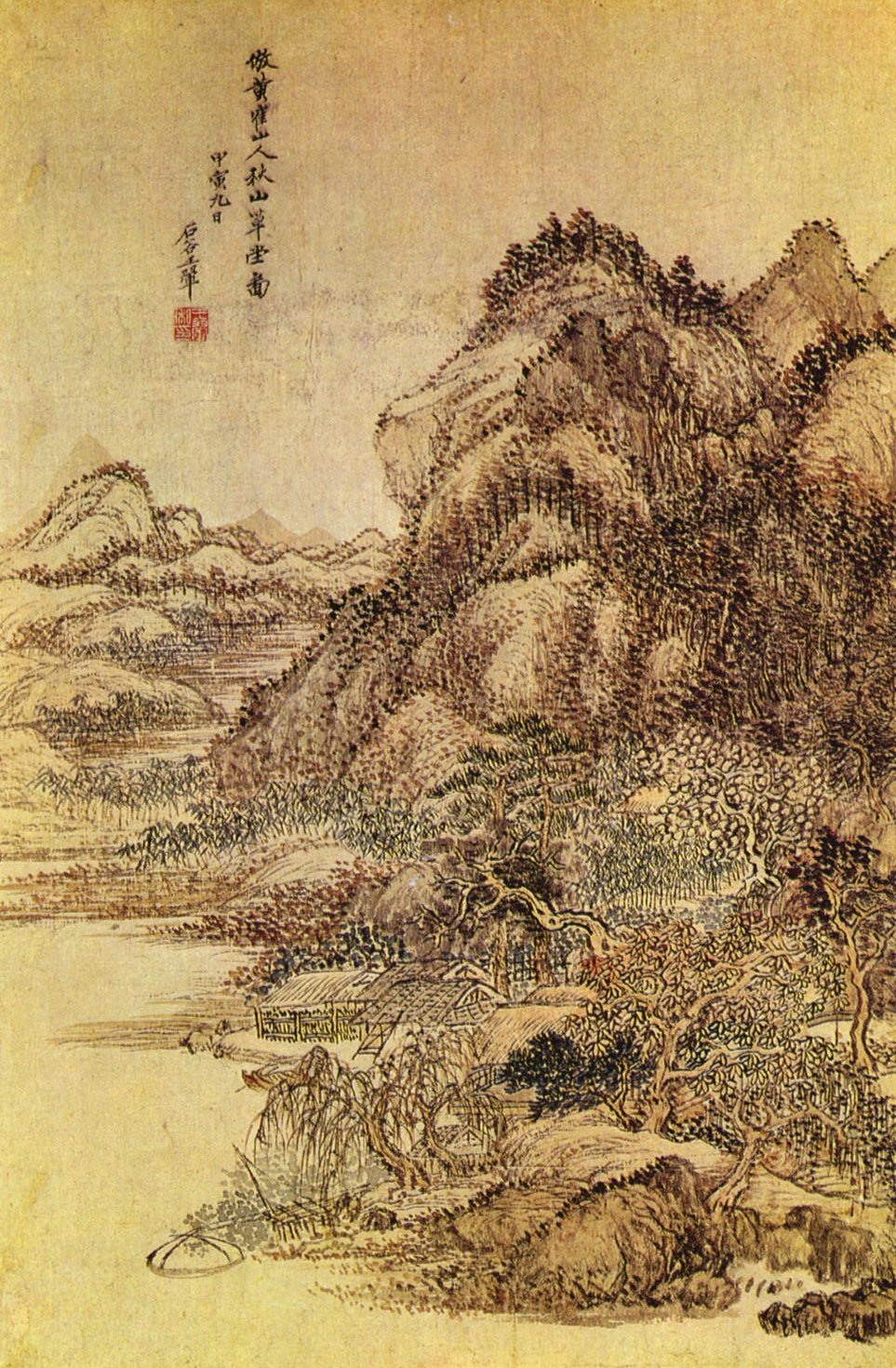
Hütte im Herbstregen, Motiv nach Wang Meng, 1674

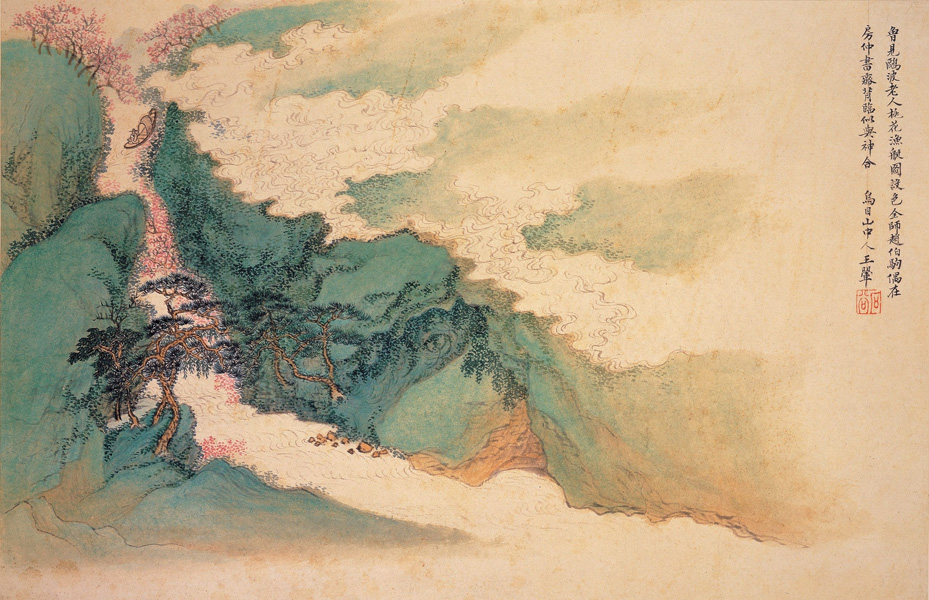
Pflaumenblüte

Wang Hui (chinesisch 王翬 / 王翚, Pinyin Wáng Huī, * 1632; † 1717) war ein  chinesischer Maler aus der Zeit der Qing-Dynastie und ein Anhänger der konservativen, die alten Meister nachahmenden, so genannten „orthodoxen Schule“.
Wang Hui lernte sein Kunsthandwerk bei Wang Jian und Wang Shimin, die die Schule der orthodoxen Malerei ins Leben riefen und sich besonders am Klassizismus des Malers Dong Qichang orientierten.
Zusammen mit den Malern Wu Li, Yun Shouping und Wang Yuanqi wird Wang Hui zu den „Vier Großen Meistern“ aus der Zeit der Regentschaft des Kaisers Kangxi gerechnet. Wie seine Kollegen war er ein Anhänger der gelehrten Literatenmalerei. Nach dem Vorbild seines Lehrers Wang Shimin nahm er in seinen Werken häufig Bezug auf den Stil der klassischen Vorbilder und pflegte dies auch ausdrücklich in Kommentaren auf seinen Bildern zu vermerken.
Zwischen 1691 und 1698 wurde Wang Hui für die Bilderserie der Südreise des Kaisers Kangxi an den Kaiserhof berufen, konnte es sich aber leisten, ein Angebot des Kaisers auf ein dauerhaftes Hofamt auszuschlagen, da er aufgrund seiner hohen Reputation als Maler auf dem zu damaliger Zeit bereits hoch entwickelten Kunstmarkt des Landes als unabhängiger Künstler gut leben konnte.
Bezogen auf die Umsätze bei Auktionen in den Jahren 2011 und 2012 gilt Wang als der am teuersten gehandelte Künstler der „Alten Meister“.